# Vuelo 6491 de MyCargo Airlines
El vuelo 6491 de Turkish Airlines (TK6491/THY6491) fue un vuelo de carga internacional regular operado por ACT Airlines (MyCargo Airlines) en nombre de Turkish Airlines Cargo, de Hong Kong a Estambul, Turquía vía Biskek, Kirguistán. El 16 de enero de 2017, el Boeing 747-400F que realizaba la ruta se estrelló en una zona residencial al intentar aterrizar en medio de una densa niebla en el Aeropuerto Internacional de Manas, Biskek. Murieron un total de 39 personas: los 4 tripulantes a bordo y 35 residentes en tierra.
En el Aeropuerto Internacional de Manas, todos los vuelos fueron cancelados.
Fue el accidente aéreo más mortífero en Kirguistán desde el accidente del vuelo 6895 de Iran Aseman Airlines en 2008.
El presidente de Kirguistán, Almazbek Atambáyev, envió sus condolencias a las familias de las víctimas y el gobierno ordenó una investigación exhaustiva sobre las causas de la tragedia.
La investigación posterior determinó que la aeronave no obtuvo la señal correcta del sistema de aterrizaje instrumental. Debido a una serie de errores de los pilotos, la aeronave voló significativamente por encima de la altitud adecuada para la aproximación. El piloto automático detectó entonces una señal de senda de planeo falsa. Creyendo haber captado la senda de planeo correcta, ambos pilotos permitieron que el piloto automático iniciara el descenso de la aeronave. Posteriormente, se estrelló contra una zona residencial más allá de la pista, apenas segundos después de iniciarse una maniobra de aproximación frustrada.

## Descripción

### Aeronave
La aeronave involucrada, fabricada en febrero de 2003, era un Boeing 747-412F,matriculado como TC-MCL con número de serie 32897.: 31 La aeronave, originalmente matriculada como 9V-SFL, se entregó inicialmente a Singapore Airlines Cargo. Tras varios periodos de almacenamiento, fue adquirida por LCI Aviation en 2015. Fue arrendada a la compañía de carga ACT Airlines, con sede en Estambul, que comenzó a operarla en nombre de Turkish Airlines Cargo a partir de 2017.La aeronave había registrado 46.820 horas de fuselaje en 8.308 ciclos de despegue y aterrizaje y su última revisión de mantenimiento C se había completado el 6 de noviembre de 2015. También estaba equipado con cuatro motores Pratt & Whitney PW4056-3.: 31–32 

### Tripulación
Al mando estaba el capitán İbrahim Dirancı, de 59 años, que había registrado 10.808 horas de vuelo, incluidas 820 horas en el Boeing 747. Su copiloto era Kazım Öndül, también de 59 años, que había registrado 5.894 horas de vuelo, 1.758 de las cuales registradas en el Boeing 747.: 27–28 A bordo del avión también estaban el jefe de carga Ihsan Koca y el manipulador de carga Melih Aslan.

## Accidente

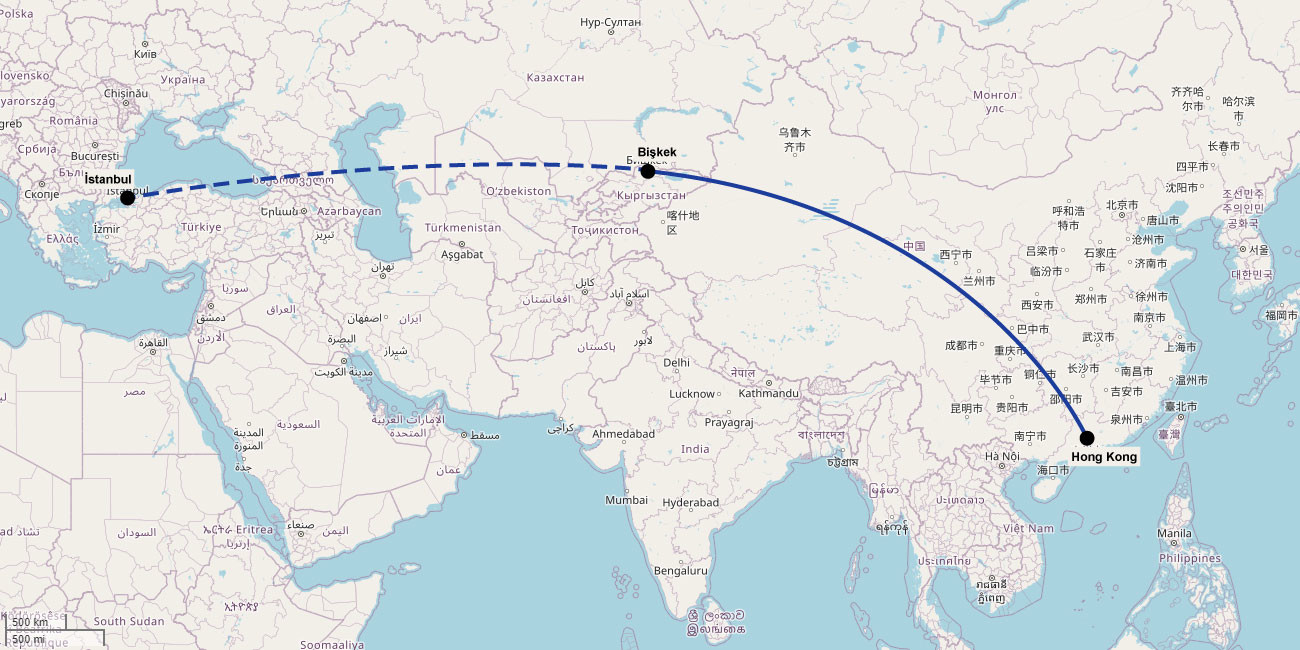
Ruta del vuelo 6491.

El vuelo 6491 era un vuelo de carga internacional desde el Aeropuerto Internacional de Chek Lak Kop de Hong Kong al Aeropuerto Internacional Atatürk de Estambul, con escala en el Aeropuerto Internacional de Manas de Biskek. Dos aeropuertos, Astaná y Karagandá, se consideraron destinos alternativos en caso de que las condiciones meteorológicas en Biskek no fueran favorables para el aterrizaje. El vuelo sería operado por ACT Airlines en nombre de Turkish Airlines. Tras un retraso de dos horas, el avión despegó de Hong Kong a las 03:12 hora local y se esperaba que llegara a Estambul aproximadamente seis horas después.: 36 

### Aproximación

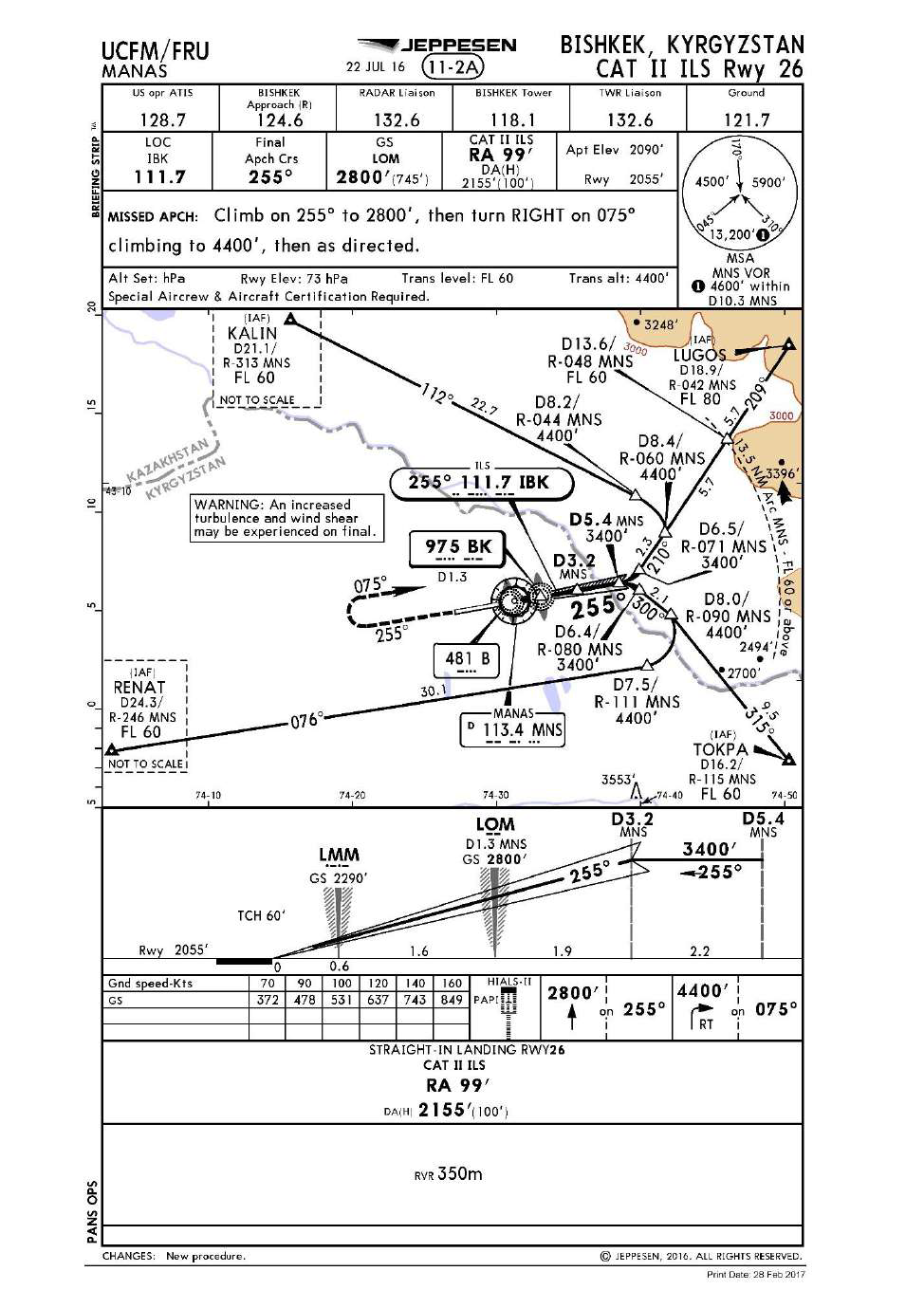
Carta de aproximación de Jeppesen para la pista 26 del Aeropuerto Internacional de Manas.

Para aterrizar en Manas, la tripulación del vuelo 6491 habría necesitado volar previamente hacia varios puntos de referencia. El primero sería RAXAT, donde la tripulación estaría obligada a volar a una altitud mínima máxima de 17 000 pies debido al terreno elevado de la zona. Tras pasar RAXAT, la tripulación se dirigiría a TOKPA y recibiría autorización para descender aún más hasta que el instrumento de la aeronave lograra captar la señal ILS, necesaria para un descenso progresivo a Manas, lo que permitiría a la tripulación aterrizar de forma segura a pesar del terreno montañoso.: 79–83 
A medida que la aeronave se acercaba a Manas, los pilotos comenzaron su sesión informativa para la aproximación. Los informes meteorológicos indicaban que Manas estaba cubierto de niebla y que la visibilidad se había deteriorado. En respuesta a las inclemencias del tiempo, el capitán Dirancı expuso los pasos que la tripulación tomaría durante la aproximación. Dirancı declaró que solo se iniciaría un aterrizaje si lograban ver las luces de pista. Si durante la aproximación interceptaban la señal ILS a una altitud inferior a 1000 pies, se solicitaría una maniobra de aproximación frustrada. El resto de la tripulación siguió sus instrucciones y no expresó ninguna objeción.: 74 
Habiendo terminado con la sesión informativa de aproximación, la tripulación solicitó autorización de descenso al ATC. El controlador aprobó su solicitud y ordenó a la tripulación descender a 22.000 pies, lo que complació al Capitán Dirancı ya que había tenido como objetivo aterrizar en Manas lo antes posible. Unos ocho minutos después, el Capitán Dirancı le pidió al Primer Oficial Öndül que solicitara otra autorización de descenso. Sin embargo, el controlador denegó la autorización y pidió a la tripulación que permaneciera en 22.000 pies ya que todavía estaban volando sobre las montañas Tian Shan. El Capitán Dirancı pensó que se les permitiría descender antes y se sorprendió al escuchar esto, lo que le hizo maldecir al ATC.: 78 
Ansioso por la altitud del avión, el Capitán Dirancı ordenó al Primer Oficial Öndül que solicitara otra autorización. Esta vez, su solicitud fue aprobada y la tripulación recibió autorización para descender al nivel de vuelo 180 y no se les permitió volar más bajo debido a las montañas. El vuelo 6491 finalmente fue entregado al controlador de aproximación. Aún no satisfecho con su altitud, el Capitán Dirancı ordenó a su primer oficial que solicitara otra autorización de descenso, a pesar de que no habían alcanzado el punto de referencia RAXAT, el primer punto de referencia para la aproximación. Al contactar al controlador de aproximación, la tripulación solicitó inmediatamente permiso para descender. El controlador instruyó a la tripulación a descender a 6000 pies para proceder al punto de referencia TOKPA. Dado que este procedimiento requería un descenso pronunciado, el Capitán Diranci respondió con consternación.: 80 
Después de pasar el punto de referencia RAXAT, la tripulación inició su descenso de 18.000 pies a 6.000 pies. El piloto automático se ajustó a la velocidad aerodinámica objetivo de 260 nudos y los motores se ajustaron casi al ralentí. El antihielo se apagó. Debido a la alta tasa de descenso, la velocidad aerodinámica se disparó. En respuesta a esto, el capitán Dirancı declaró que mantendría esa velocidad y solo la corregiría más tarde. A pesar de la velocidad aerodinámica, el descenso no fue tan rápido como el capitán Dirancı había esperado y, por lo tanto, desplegó los frenos aerodinámicos cuando la aeronave estaba a 12.200 pies.: 82–83 
El avión finalmente alcanzó el punto de referencia TOKPA a 9200 pies, aproximadamente 3000 pies más alto que la altitud que se había instruido anteriormente. Sin embargo, la tripulación decidió continuar con la aproximación. El ATC finalmente los autorizó a seguir descendiendo y a dirigirse hacia otro punto de referencia para interceptar la señal de senda de planeo del ILS. Ambos pilotos intentaron entonces encontrar la señal de senda de planeo del aeropuerto, pero fue en vano. Luchando por encontrar la señal, el Capitán Dirancı ordenó al Primer Oficial Öndül que buscara la pista. Finalmente pasaron el punto de aproximación final del aeropuerto, pero no se recibió señal del ILS. Enfadado por esto, el Capitán Diranci descargó su ira maldiciendo al ATC nuevamente, para sorpresa del Primer Oficial Öndül, quien intentó calmar a Diranci. A pesar de no adquirir la señal ILS, la tripulación aún continuó su aproximación a Manas.: 91 
Al acercarse a Manas, el operador de control de tráfico aéreo autorizó el aterrizaje del vuelo 6491. A bordo, la tripulación seguía buscando la señal. De repente, el sistema de vuelo de la aeronave detectó la señal del ILS. A una altitud de 3400 pies, el piloto automático la captó y finalmente inició el descenso hacia Manas.: 94 

### Descenso y accidente
El capitán Dirancı activó inmediatamente el sistema de aterrizaje automático de la aeronave, que inició el descenso con una inclinación de 3 grados. Ante el inminente aterrizaje, la tripulación intentó buscar de nuevo las luces de pista. La densa niebla en los alrededores dificultaba sus intentos. Mientras la aeronave descendía, el Sistema de Advertencia de Proximidad al Suelo (GPWS) emitió de repente una señal sonora: "¡Senda de planeo! ¡Senda de planeo!", sin que la tripulación respondiera. La alarma finalmente cesó cuando la aeronave alcanzó una altitud de 60 metros.: 102 
Acercándose al suelo, el primer oficial Öndül indicó que la aeronave se acercaba a la altitud mínima de decisión del aeropuerto, la altura a la que los pilotos debían decidir si aterrizaban o frustraban el vuelo, a menos que tuvieran visibilidad de la pista. Intentando ver la pista de nuevo, la tripulación intentó localizarla. La aeronave alcanzó la altitud mínima de decisión, pero los pilotos seguían sin poder localizarla. Por ello, el capitán Dirancı solicitó inmediatamente una frustrada.: 104–105 
Pero cuando el avión comenzaba a ascender, de repente aparecieron hileras de árboles. La punta del ala derecha rozó las copas de los árboles mientras los trenes de aterrizaje y los motores atravesaban la valla perimetral del aeropuerto. El avión descendió, tocó tierra y rebotó en el aire antes de estrellarse contra otra valla. Su ala derecha se estrelló contra casas, desintegrándose. El avión giró a la derecha antes de volcar por completo, estallando en llamas masivas que envolvieron docenas de casas de la zona.: 58–64 

## Respuesta

### Operación de búsqueda y rescate

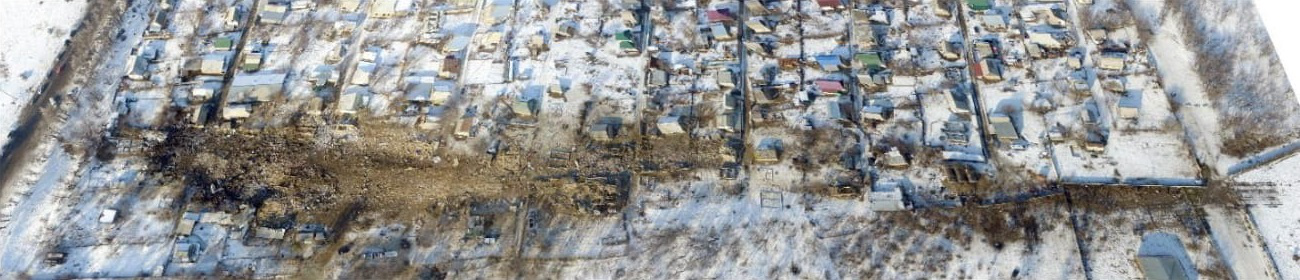
Vista aérea del lugar del accidente.

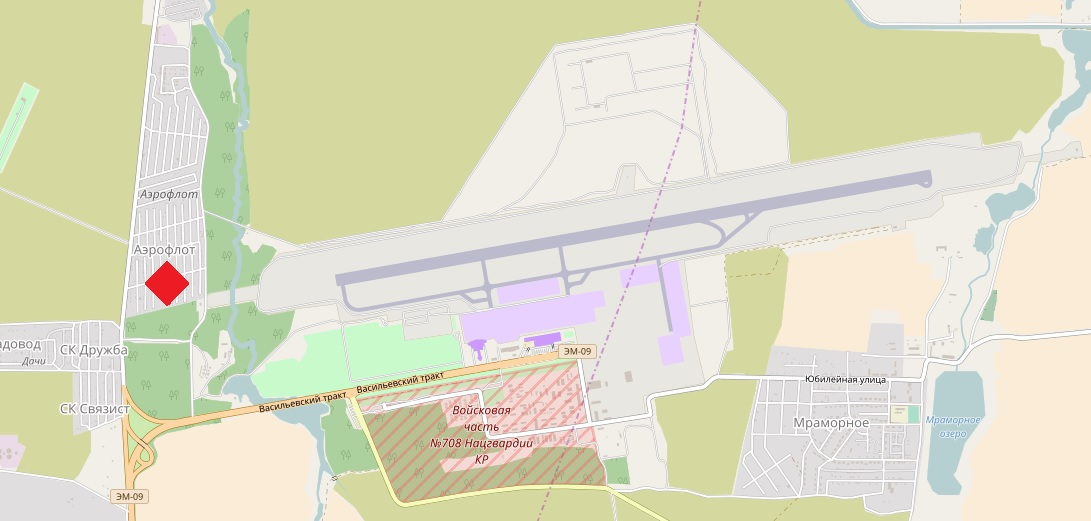
El lugar del accidente (cuadrado rojo) más allá del final de la pista 26 en el Aeropuerto Internacional de Manas.

A las 07:17 hora local (01:17 UTC) del 16 de enero de 2017, el avión se estrelló casi 1 kilómetro (3281 pies) más allá del final de la pista 26 del Aeropuerto Internacional de Manas,en una zona residencial conocida como Dacha-SU (kirguís: Дача-СУ).Inmediatamente después del accidente, el Aeropuerto Internacional de Manas emitió una alerta a todo el personal de rescate. El primer cuerpo de bomberos del aeropuerto llegó al lugar del accidente a las 7:30 hora local. Refuerzos del Ministerio de Control de Emergencias de Kirguistán llegaron unos 10 minutos después. El lugar del accidente fue acordonado. Los residentes que quedaron atrapados en sus casas fueron evacuados de inmediato. Debido a la gravedad del accidente, se solicitó personal adicional. Los residentes locales también se ofrecieron como voluntarios para las operaciones de búsqueda y rescate.
Las autoridades informaron que al menos 38 estructuras resultaron destruidas, incluyendo 19 viviendas y 12 dependencias. Un total de 7 casas quedaron parcialmente destruidas por el accidente. Algunas de las dependencias albergaban ganados, que murieron a causa del accidente y el incendio.
En el accidente murieron 39 personas: los cuatro miembros de la tripulación y 35 residentes de Dacha-SU.Uno de los voluntarios locales también falleció por causas naturales durante la operación de búsqueda y rescate. Entre los fallecidos había 17 niños.Dado que el accidente ocurrió por la mañana, la mayoría de los residentes en ese momento dormían o se preparaban para sus actividades cotidianas. Se reportaron familias enteras que murieron a causa del accidente. Las autopsias revelaron que algunas de las víctimas murieron atrapadas en sus casas debido al intenso incendio posterior al impacto, que se extendió por el vecindario. Otras murieron por el derrumbe de los escombros. Una de las víctimas falleció a causa de las heridas mientras recibía atención médica en un hospital.
Testigos y rescatistas informaron que encontraron al piloto aún consciente, atado a su asiento, del cual tuvieron que liberarlo. Falleció posteriormente camino a un hospital.
Treinta y seis personas, entre ellas 17 niños, resultaron heridas en diverso grado.El Aeropuerto Internacional de Manas fue cerrado y todos los vuelos cancelados luego del accidente.Las operaciones normales finalmente se reanudaron aproximadamente 16 horas después del accidente.
Dos días después del accidente finalizó la operación de búsqueda y rescate, luego de que las autoridades creyeran haber recuperado a todas las víctimas del lugar del accidente.

### Respuesta del Gobierno
El Ministerio de Emergencia desplegó más de 1.000 personas para asegurar el lugar del accidente y retirar los restos de forma segura. Los escombros estaban esparcidos en una hectárea. Funcionarios de alto rango finalmente visitaron el lugar del accidente para observar la operación de búsqueda y rescate, incluido el entonces primer ministro Sooronbay Jeenbekov, el vice primer ministro Muhammetkaliy Abulgaziyev, el ministro de Situaciones de Emergencia Kubatbek Boronov y el ministro de Transporte y Carreteras Zhamshitbek Kalilov. El ministro de Salud Talantbek Batyraliyev informó que a las 11:46 a. m. hora local, alrededor de 56 médicos y psicólogos y 14 equipos de ambulancia habían sido enviados al lugar.
El día siguiente fue declarado día nacional de luto en Kirguistán.La bandera de Kirguistán ondeaba a media asta en todas las instituciones públicas y edificios diplomáticos. Por consiguiente, se cancelaron numerosos programas de entretenimiento de radio y televisión. También se cancelaron varios programas culturales.Varios jefes de Estado expresaron sus condolencias, incluidos los presidentes de los demás miembros de la Comunidad de Estados Independientes y el primer ministro de Turquía.
En respuesta al accidente, ha habido preocupaciones con respecto a la presencia de casas cerca del aeropuerto, lo que provocó pedidos de reasentamiento por parte de varios funcionarios del gobierno.Los diputados del Jogorku Kenesh pidieron al gobierno la demolición de las dachas y la reubicación de los residentes en un lugar más seguro. La preocupación comenzó a crecer cuando una inspección improvisada reveló que las casas se habían construido ilegalmente, ya que las dachas solo estaban destinadas a viviendas de temporada durante el verano y la primavera, pero los residentes optaron por quedarse permanentemente. Muchos residentes se resistieron a mudarse por razones económicas y, en cambio, solicitaron que se oficializara el asentamiento.Como los problemas relacionados con las dachas seguían sin resolverse, los residentes realizaron una manifestación frente a la Casa Blanca de Biskek para garantizar su seguridad y el estado de sus viviendas.
Los documentos recuperados del vuelo revelaron que se desconocía por completo al propietario de la carga dentro del avión. Existían discrepancias en los documentos de la carga, en los cuales se incluían instrucciones en kirguiso, lo que hizo sospechar que la aeronave transportaba contrabando, ya que nadie de Kirguistán se había presentado a reclamar la compensación por la mercancía.El partido opositor Ata-Meken se apresuró a acusar que la aeronave posiblemente formaba parte de una trama de corrupción y que el cargamento pertenecía al presidente Almazbek Atambáyev, lo cual este negó. Omurbek Tekebayev, líder de Ata-Meken, criticó al gobierno por intentar ocultar información sobre los verdaderos propietarios del cargamento. Ante esta constatación, el parlamento creó una comisión temporal para investigar el asunto a fondo.Sin embargo, el resultado de la investigación nunca se hizo público.

### Compensaciones
El gobierno kirguiso creó rápidamente una comisión para brindar asistencia inmediata a los familiares de las víctimas. El gobierno anunció que los afectados por el accidente recibirían una indemnización completa, incluyendo los gastos de tratamiento de los heridos y los funerales de los fallecidos. También se construirían refugios temporales para los desplazados.
Se establecieron fondos de socorro en todo el país. Los fondos públicos lograron recaudar un total de más de 100 millones de somovs kirguisos. Mientras tanto, en la vecina Kazajistán también se recaudó ayuda para las víctimas. Esta incluyó alimentos, utensilios y ropa para los afectados.El gobierno tomó los fondos para distribuirlos a las víctimas, aunque la suma no se reveló a petición de los familiares por razones de seguridad. Varios familiares finalmente acusaron al gobierno de no proporcionar la indemnización adecuada, mientras que el gobierno afirmó que los fondos recaudados, incluidos los del público, se habían distribuido de manera equitativa y justa entre los afectados.
La prensa kirguisa informó que ACT Airlines había declarado su intención de pagar a las víctimas una indemnización por todas las pérdidas materiales e inmateriales, citando un comunicado de prensa en el sitio web de ACT Airlines.Sin embargo, el comunicado de prensa sólo afirmaba que las pérdidas estaban cubiertas por el seguro. Según la prensa kirguisa, el gobierno turco participaría en las indemnizaciones. Finalmente, se organizó unas vacaciones de siete días en Turquía para los familiares de las 39 víctimas, que incluyeron un programa cultural y de rehabilitación.